# Eufrosia Siracusa Valdaura
Eufrosia Siracusa Valdaura, auch Eufrosina Siracusa e Valdaura (geboren 1558 oder 1559 in Palermo; gestorben um 1585 in Rom) war die Tochter des Barons Vincenzo Siracusa (Zaragossa), eines Juristen und dessen Frau Vincenza Valdaura.

## Leben
Als Tochter aus wohlhabendem Haus erhielt sie eine hervorragende Ausbildung im Kloster, was damals Sitte war. Mit 16 Jahren wurde sie mit dem Baron Calcerano Corbera (geboren 1559/1560, gestorben 1581) verheiratet. Die Ehe des fast gleichaltrigen Brautpaares (Eufrosina war ein Jahr älter als Calcerano) wurde durch einen Vertrag zwischen den Eltern vereinbart. Dabei wurde auch festgelegt, dass Antonio Corbera, der Vater des Bräutigams, den Titel eines „Barons von Miserendino“ auf seinen Sohn übertragen sollte, während die Brauteltern eine Mitgift aus einem Geldbetrag und einigen Ländereien zu leisten hätten. Unter ungeklärten Umständen starben die Brauteltern im August 1575 nur wenige Tage nacheinander. Die Hochzeit fand am 25. September 1575 statt. Eufrosina war Alleinerbin des elterlichen Vermögens.
Ihre Schönheit soll sehr bemerkenswert gewesen sein. Anlässlich eines Empfanges erregte sie die Aufmerksamkeit des Vizekönigs Marcantonio Colonna, der sie regelrecht belagerte und schließlich verführte. Die Beziehung blieb nicht verborgen. Als der Schwiegervater davon Kenntnis bekam, fuhr er nach Palermo um den Vizekönig zur Rede zu stellen. Marcantonio Colonna ernannte ihn, in der Absicht ihn loszuwerden, zum Hauptmann der Waffen in Sciacca. Doch der Baron kam zurück und starb einige Monate später, am 2. Februar 1581 aus ungeklärter Ursache im Gefängnis.
So von ihrem Schwiegervater befreit, der sie ständig bedrängt hatte, für ihn Schulden zu machen, begann Eufrosina am 26. Juni 1581 damit ihre Vermögenswerte zu regeln, um von allen Verbindlichkeiten und allen Verpflichtungen, die sie mit ihrem Mann hatte annehmen müssen, befreit zu werden. Ihr verschuldeter Ehemann nahm im Sommer 1581 die Einladung an, Pompeo Colonna, den Bruder des Vizekönigs, nach Malta zu begleiten, um einen Aufstand der Ritter gegen den Großmeister des Ordens niederzuschlagen. Kurz nach der Ankunft durt, wurde Corbera am 28. August 1581 durch zahlreichen Messerstiche verletzt tot aufgefunden. Hier wurde er auch begraben.
Eufrosina lebte schließlich als offizielle Geliebte des Vizekönigs. Beim Umbau von Palermo ließ der Vizekönig sogar einen Brunnen errichten mit einer Sirene, die deutlich als Eufrosina zu erkennen war.
Ob die Siracusa oder die Corbera beim Tod von Colonna involviert waren, weiß man nicht, Tatsache ist, dass Marcantonio Colonna, während einer Dienstfahrt nach Spanien, auf dem Weg nach Madrid, in Medinaceli einen plötzlichen Tod erlitt.
Eufrosina reiste unter dem Schutz von Donna Felice Colonna nach Rom, wo sie den römischen Patrizier Lelio Massimo, einen Freund der Familie Colonna heiratete. Seine Kinder meldeten sich am Tag nach der Hochzeit zum Besuch an. Unter diesen Vorwand gelangen sie in den Palast und töteten Eufrosina. Für diese Tat wurden sie in Rom hingerichtet.
Ihr Testament und das Verzeichnis des testamentarischen Inventars befinden sich unter den Jahren 1556 und 1585 im Staatsarchiv von Sciacca.

## Rezeption
Ihr Leben blieb in den sizilianischen Legenden in Erinnerung. Die Figur von Eufrosina gilt im Volksmund als Beispiel der gerechten Strafe für eheliche Untreue.
- Luigi Natoli verewigte sie in dem Roman La Dama tragica.[3]
- Gaspare Cannizzo: Eufrosina. Siracusa Valdaura, Baronessa del Miserendino – antica storia siciliana di amore e morte.[4]
- Leonardo Sciascia: Das weinfarbene Meer. (Erzählung).[5]
- Licia Cardillo widmete sich 2008 ebenfalls ihrer Liebschaft mit dem Vizekönig in ihrem Roman Eufrosina : carteggio d’amore tra il viceré Marco Antonio Colonna e la baronessa del Miserendino.[6]